# Эрнст II (герцог Саксен-Кобург-Готский)
Эрнст Август Карл Иоганн Леопольд Александр Эдуард Саксен-Кобург-Готский (нем. Ernst II August Karl Johann Leopold Alexander Eduard von Sachsen-Coburg und Gotha; 21 июня 1818 — 22 августа 1893) — старший сын Эрнста I, герцога Саксен-Кобурга и Готы, и Луизы Саксен-Гота-Альтенбургской. Второй правящий герцог из династии Саксен-Кобург и Гота.

## Биография
Получил прекрасное образование, завершённое в Боннском университете. Служил в армии королевства Саксонского.
В 1840 году приезжал в Англию по приглашению дяди, короля Бельгии Леопольда I, в качестве жениха своей кузины королевы Великобритании Виктории вместе с младшим братом Альбертом.
На престол вступил в 1844 году и старался управлять в духе либерализма. В 1848 году он предоставил своим подданным своевременные уступки и этим предохранил своё герцогство от революции. В 1849 году октроировал демократическую конституцию.
Принял участие в войне с Данией и участвовал в сражении при Эккернферде. Примкнув к «союзу трех королей», содействовал объединительным стремлениям Пруссии. После окончательного торжества реакции в 1852 году, Эрнст заменил конституцию 1849 года другой, менее либеральной, причём личная уния между Кобургом и Готой была обращена в реальную. Реакция в его владениях не принимала резкого характера; он продолжал действовать в духе умеренного либерализма.
В 1859 году он старался увлечь Пруссию в войну с Францией. В 1860-х годах он ожидал отъединения Германии от Австрии, так как в Бисмарке видел тогда воплощение феодальной реакции. Играл деятельную роль на Франкфуртском съезде князей.
После смерти Фредерика VII Датского он стоял за отторжение Шлезвига и Гольштейна от Дании и за кандидатуру герцога Августенбургского. В этом смысле он хлопотал перед Наполеоном III, с которым издавна был в хороших отношениях. Постепенно Эрнст пришел к убеждению, что будущее принадлежит Пруссии, и во время кризиса 1866 года стал на её сторону.
В 1867 году он вступил во вновь возникший Северогерманский союз.
В 1870—1871 годах сопровождал Вильгельма I во Францию.

## Литературная и композиторская деятельность
Эрнст был известен также как композитор, он написал оперы: «Zaïre», «Casilda», «Santa Chiara», «Diana von Solanges» и другие музыкальные произведения.
В 1862 году он предпринял путешествие в Египет и Абиссинию, результаты которого были опубликованы в великолепном издании «Reise des Herzogs Ernst von Sachsen-Koburg-Gotha nach Aegypten etc.» (Лейпциг, 1864). Его мемуары «Aus meinem Leben und meiner Zeit» вышли в свет в Берлине в 1887—1889 годах. В них он, в частности, одним из первых европейцев описал народ билин.

## Семья
3 мая 1842 года женился на Александрине Баденской, старшей дочери Леопольда, великого герцога Баденского и Софии Шведской. Брак был бездетным. Трон унаследовал его племянник — второй сын королевы Виктории и Альберта — Альфред Эрнст, герцог Эдинбургский.